# Winners Open
A Winners Open 2021-től megrendezésre kerülő női tenisztorna Romániában, Kolozsváron.
A torna WTA 250 kategóriájú, összdíjazása 235 238 amerikai dollár. Az egyéni főtáblán 32 játékos indulhat, és a selejtezőben is 32-en kezdhetik meg a küzdelmeket. A párosok versenyén 16 pár vehet részt.
A mérkőzéseket salakos pályákon játsszák. Az első versenyt 2021-ben rendezték meg.

## Döntők

### Egyéni
| Év   | Győztes         | Ellenfél a döntőben | Eredmény a döntőben |
| ---- | --------------- | ------------------- | ------------------- |
| 2021 | Andrea Petković | Mayar Sherif        | 6–1, 6–1            |

### Páros
| Év   | Győztes                       | Ellenfelek a döntőben        | Eredmény a döntőben |
| ---- | ----------------------------- | ---------------------------- | ------------------- |
| 2021 | Natyela Dzalamidze Kaja Juvan | Katarzyna Piter Mayar Sherif | 6–3, 6–4            |